# Матеус Перейра (футболіст, 1996)
Матеус Фелліпе Коста Перейра (нар. 5 травня 1996) — бразильський футболіст, півзахисник аравійського клубу «Аль-Гіляль», що на правах оренди виступає за бразильський «Крузейро».

## Клубна кар'єра
Перейра народився в бразильському штаті Мінас-Жерайс, у місті Белу-Оризонті, у юному віці переїхав до Португалії, де й почав займатися футболом. З 11-річного віку тренувався в футбольній школі клубу Трафарія, в 14 років потрапив до молодіжної академії столичного клубу Спортінг. 18 січня 2014 року дебютував у дублюючому складі Спортінга вийшовши на заміну у грі проти Трофенсе, замінивши майбутнього форварда львівських "Карпат" Крістіана Понда. Матч завершився в нічию 1-1, а Матеус відзначився асистом та жовтою карткою. Свій перший гол він забив 7 березня 2014 року у ворота Тоноледа, його м'яч став переможним, Спортінг Б переміг 4-3.
В сезоні 2015/2016 Спортінг очолив Жорже Жезуш, він перевів Матеуса до головної команди. Дебютував 1 жовтня 2015 року в матчі Ліги Європи проти турецького Бешікташа. Матч завершився в нічию 1-1, Матеус записав на свій рахунок асист. На внутрішній арені дебют відбувся в матчі Кубка Португалії проти Вілафранкенсе. Спортінг переміг 4-0, а Матеус забив двічі. Дубль на свій рахунок він записав вже за кілька днів і в Лізі Європи, забивши у ворота албанського Скендербеу, що дозволило йому потрапити до збірної тижня.
У сезоні 2017/2018 був відданий в оренду до клубу Шавеш. У 30 матчах Перейра забив 8 м'ячів, сім з яких в іграх Прімейра-Ліги. Його клуб у підсумку посів 6 місце.
31 серпня 2018 року, в останній день літнього трансферного вікна Перейра був до кінця сезону орендований німецким Нюрнбергом. Причиною переходу був конфлікт з Жозе Пезейру, молодий бразилець розкритикував тренера в соціальних мережах після того, як не потрапив до заявки на перший матч сезону проти Морейренсі. Дебют у Бундеслізі стався через 16 днів у матчі проти бременського Вердера, Перейра вийшов в основі і відіграв 61-у хвилину, матч завершився з рахунком 1-1. Перший гол забив 30 березня 2019 року у ворота Аугсбурга, матч завершився перемогою 3-0. Матеуса номінували на нагороду "Новачок сезону", а його Нюрнберг понизився у класі посівши останнє місце.

### Вест-Бромвіч Альбіон
8 серпня 2019 року Перейна переходить до Вест-Бромвіч Альбіон на правах оренди з правом викупу. Дебютував 17 серпня 2019 року у матчі проти Лутон Таун, вийшовши на заміну в середині другого тайму. Перший гол забив 28 вересня у ворота Квінз Парк Рейнджерс.
20 червня 2020 року після 43-х зіграних матчів його контракт було викуплено. Також Перейра став гравцем сезону за версію вболівальників клубу, отримавши 65% голосів.
Не зважаючи на те, що про перехід було відомо ще у червні, 4-річний контракт з Вест-Бромвіч Альбіон Перейра підписав лише 17 серпня 2020 року. У Прем'єр-Лізі дебютував 13 вересня у матчі з Лестер Сіті, котрий закінчився поразкою 0-3. Перший м'яч забив у ворота Евертона.
3 квітня 2021 року оформив дубль у воротах Челсі, Вест-Бромвіч Альбіон переміг 5-2 перервавши безвиграшну серію клубу на Стемфорд Бридж, котра тривала з 1978 року. Також це була перша поразка для Томаса Тухеля на посту головного тренера "левів". 9 травня Перейра забив 10-й гол в сезоні, востаннє двозначну кількість м'ячів забивав Саїдо Бераїно в сезоні 2014/2015. Однак цей день приніс розчарування для Вест-Бромвіч Альбіон, поразка 1-3 від Арсеналу оформила пониження у класі.
1 серпня 2021 року новий тренер Вест-Бромвіч Альбіон Валер'ян Ісмаель оголосив, що Перейра покине клуб до закриття літнього трансферного вікна звинувативши його у "неприхильності", вже наступного дня сам Перейра написав у соціальних мережах, що хоче залишити клуб, і звинуватив нового тренера у неповазі.

### Аль-Гіляль
6 серпня 2021 року було оголошено про перехід Матеуса до саудівського клубу Аль-Гіляль. Дебютував 20 серпня 2021 року у матчі проти клубу Ат-Таавун. Однак перший гол забив лише 6 лютого 2022 року у матчі Клубного чемпіонату світу проти еміратського клубу Аль-Джазіра.

### Аль-Вахда (Абу-Дабі)
22 січня 2022 року приєднався до «Аль-Вахда» з Абу-Дабі. Він провів 10 матчів у професійній лізі ОАЕ, забив один гол і віддав чотири гольові передачі. Він також зіграв два матчі у кваліфікації Кубка арабських чемпіонів, забив один гол і створив одну гольову передачу.

### Крузейро
Матеус Перейра приєднався до «Крузейро» на правах оренди до липня 2024 року з правом викупу. Він отримав 10 номер в клубі і став головною зіркою команди. Його зарплатня склала близько 1 млн реалів на місяць, що еквівалентно приблизно 190 000 доларів США. Сам футболіст сказав, що радий повернутися на батьківщину і грати за клуб, за який вболівав у дитинстві.

## Досягнення
- Чемпіон Саудівської Аравії (1):

«Аль-Гіляль»: 2021-22
- Володар Суперкубка Саудівської Аравії (1):

«Аль-Гіляль»: 2021
- Переможець Ліги чемпіонів АФК (1):

«Аль-Гіляль»: 2021